# Fortis FC
Der Fortis Football Club Limited (bengalisch ফর্টিস এফসি লিমিটেড), auch einfach nur Fortis FC, ist ein professioneller Fußballverein aus Badda Thana in Bangladesch. Aktuell spielt der Verein in der ersten Liga des Landes, der Bangladesh Premier League.

## Geschichte
Im Juni 2019 wurde der Verein als Fortis Sports Academy gegründet. Im Januar 2020 übernahm die Fortis Group den Verein und nannte ihn in Fortis Football Club Limited um. Der Clubpräsident Shahin Hasan erklärte, dass der Hauptzweck des Vereins darin besteht, Akademien im ganzen Land zu errichten. Am 4. Februar 2020 gab der Fußballverband von Bangladesch dem Verein grünes Licht für die Teilnahme an der Bangladesh Championship League. In der ersten Saison der zweiten Liga belegte man den dritten Tabellenplatz. Ein Jahr später feierte man die Meisterschaft und den Aufstieg in die erste Liga.

## Erfolge
- Bangladesh Championship League: 2021/22  ▲

## Stadion
Der Verein trägt seine Heimspiele im Bir Sherestha Shaheed Shipahi Mostafa Kamal Stadium in Dhaka (bengalisch ঢাকা) aus. Das Stadion hat ein Fassungsvermögen von 25.000 Personen.

## Trainerchronik
Stand: 16. Juni 2023
| Trainer             | Nation      | von             | bis   |
| ------------------- | ----------- | --------------- | ----- |
| Masud Parvez Kaisar | Bangladesch | 1. Oktober 2022 | heute |